# 告げ口心臓
『告げ口心臓』（つげぐちしんぞう、原題はThe Tell-Tale Heart）はエドガー・アラン・ポーによる1843年の短編小説。無名の語り手が読者に自身が正気であると説得しようとしながら、自身が犯した殺人について説明するという内容である。
『告げ口心臓』の他に『物言ふ心臓』、『おしやべり心臟』、『裏切る心臓』、『告げ口する心臓』などといった邦題がある。

## あらすじ

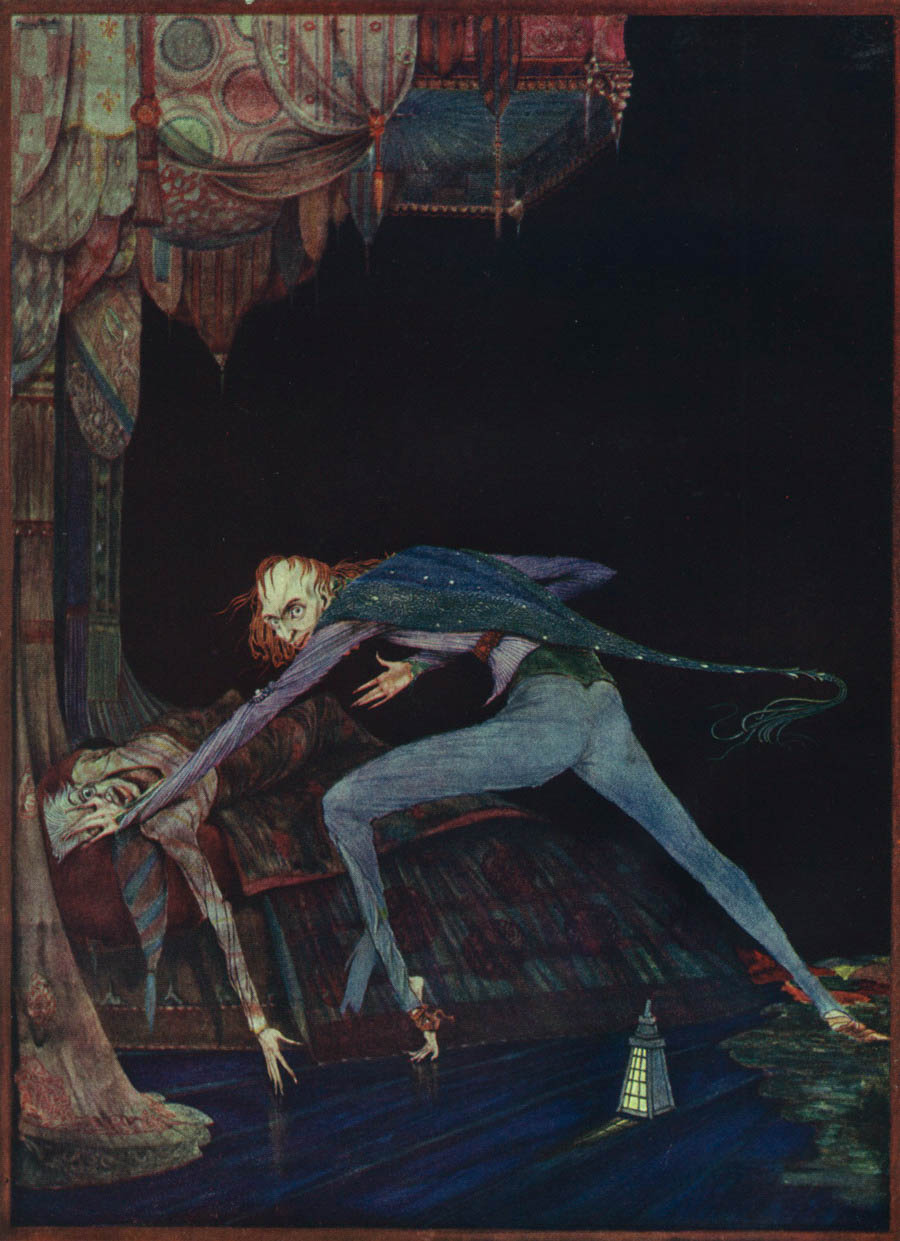
ハリー・クラークによるイラスト (1919年)

『告げ口心臓』は一人称の語り手により物語られる。その無名の語り手は自身が正気であると主張するが、神経性の病気により感覚過敏になっている。
語り手は老人と一緒に家の中で暮らしている。老人は曇った青白い目をしており、語り手はその目をハゲワシのようであると形容する。語り手はその老人を愛しており、老人から不当な扱いを受けたことがないと主張する。その一方で老人の目を非常に嫌悪しており、ついには老人を殺すことを企てる。語り手は殺人の際にいかに慎重に立ち回ったかを強調し、それが自分が正気である証拠だと主張する。語り手は7日間、夜になると老人の部屋のドアを開けて、ランタンで眠る老人の目に光を当てようとする。しかし、老人の目はいつも閉じられているため、意味がなかった。
そして8日目の夜、語り手はうっかり手を滑らせて物音を立ててしまい、老人が目を覚ましてしまう。語り手は後ずさりせず、しばらく後にランタンを開けようと決心する。一筋の光が老人の目に差し込むと、その目が見開かれていることが明らかになる。語り手は老人の心臓の鼓動の音を耳にする。心音は徐々に大きくなっていくばかりである。これにより語り手の不安が増していき、ついには老人に襲い掛かる。老人は一度金切り声を上げると息絶える。その後、語り手は老人の死体を解体し、バラバラになった死体を床下に隠して、犯罪の証拠をすべて隠蔽する。しかし、老人が夜間に悲鳴を上げたため、隣人が警察に通報していた。語り手は警察官たちを招き入れて家を調べさせる。語り手は隣人が聞いた悲鳴は自分が悪夢を見たときの叫び声だと説明し、老人は故郷にいて留守だと主張する。語り手は殺人の証拠が発見されないと確信し、椅子を持ってきて老人の部屋で警察官たちを座らせる。椅子は死体が隠されているちょうど真上に置かれる。警察官たちは何も疑わず、語り手は愉快で気楽な態度でいる。
しかし、語り手は不安を感じ始め、耳鳴りが聞こえることに気が付く。耳鳴りが徐々に大きくなり始めると、語り手は耳鳴りに対して床下から老人の心臓の音が聞こえているのだと考える。音は着実に大きくなるが、警察官たちには聞こえていないようである。語り手は激しい心臓の鼓動の音に恐怖し、警察官たちは心臓の鼓動だけでなく、自分が犯人であることにも気付いていると思い込む。語り手は取り乱して罪を告白し、警察官たちに死体は床下にあると叫ぶ。

## 出版の来歴

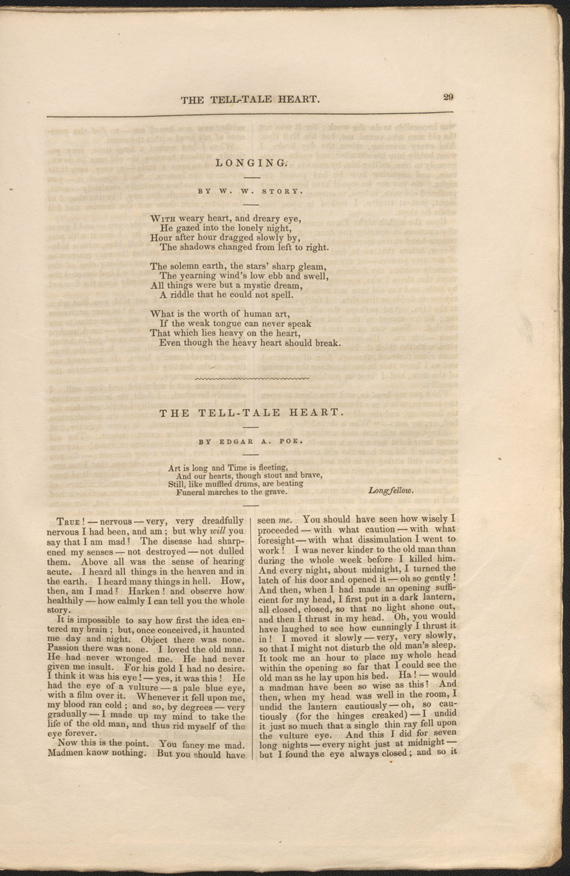
『告げ口心臓』は『ザ・パイオニア』誌の29ページに掲載された。

『告げ口心臓』が最初に掲載されたのは、1843年1月に刊行された『ザ・パイオニア』の創刊号だった。この雑誌はジェイムズ・ラッセル・ローウェルとロバート・カーターが編集しており、表紙にはこの2人が"proprietors" (所有者) であるとも書かれていた。発行はボストンではリーランド・アンド・ホワイティングが、フィラデルフィアではドリュー・アンド・スキャメルが担当していた。なお、この雑誌は短命に終わることになる。
ポーは原稿料として10ドルが支払われたとされる。当初の版ではエピグラフとしてヘンリー・ワズワース・ロングフェローの『人生讃歌』という詩からの引用文があった。1845年8月23日、若干の修正が加えられてブロードウェイ・ジャーナルで再度掲載された。この版ではロングフェローの詩が削られた。ポーがこの引用は剽窃になるのではないかと考えたためである。ポーが存命の間、『告げ口心臓』は数回ほど再版された。

## 分析
『告げ口心臓』には「信頼できない語り手」という手法が使用されている。密かに犯罪を犯したことが自身が正気である証拠であるかのように、老人を殺したことについて正確に語る様が、語り手のモノマニアやパラノイアを如実に示す。物語の焦点は完全犯罪を遂行するという倒錯した計画である。ペイジ・バイナム (英: Paige Bynum) という著述家は、ポーは読者が語り手と自身を同一化できるように語り手を描写していると主張している。
語り手は一般的に男性であると推測されている。しかし、批評家の中には語り手が女性である可能性を指摘する人もいる。どちらにしても、性別を明確にする代名詞は使用されていない。物語は最初からではなく中途から語られており (イン・メディアス・レス)、語り手が不特定の他者と既に会話している途中の状態から開始されている。語り手の話し相手は刑務所の看守や裁判官、記者、医師、または (時代錯誤な) 精神科医と推測されている。いずれにしても、語り手は物語を非常に詳細に語る。この後、恐怖の研究、より詳細に言えば、語り手が過去の出来事を再び語る恐怖の記憶が続く。この小説は"True!" (「本当だ！」) という言葉から始まるが、これは罪を自認しているのであり、確実性を保証する言葉でもある。この導入は読者の関心を得る効果もある。一語一語が物語を進める目的に寄与しており、ポーの短編小説執筆についての理論を例証している。
物語は語り手が自身が無罪であるという主張ではなく、自身がいかに正気であるかという主張によって進展する。正気であることを証明するために、自分が殺人を犯したという罪を完全に認めることになるため、この行動は自滅的である。計画的な行動やその正確さにより自分の狂気を否定しており、理性の無い行動に対して理性的な説明を付けている。しかし、この合理性は動機の欠如により損なわれている。動機が無いにもかかわらず、語り手は殺人するという考えが日夜脳裏を付きまとっていたと述べている。この矛盾により、語り手が青い目の老人に対して本当はどのような感情を抱いていたのか、完全に理解するのは難しい。目的も感情も無いと言いながら、殺人の考えが日夜脳裏を付きまとうというのは、語り手の深い心理的な混乱を露わにしている。
物語の最後の場面は語り手の罪悪感の結末を示す。ゴシック作品の多くのキャラクターと同様に、自身の精神過敏に身を任せて自らの本性を口述する。語り手は自分の行動を極力擁護しようとするが、感覚過敏により床下からの心臓の鼓動の音を聞く。これが語り手が本当に発狂していることの根拠となっている。語り手の罪悪感が、語り手が床下に老人の死体を隠したと警察に告白することからうかがえる。老人は死亡していたが、それでもその死体と心臓が依然として語り手の脳裏を付きまとい、語り手を有罪に追い込む。学者のアーサー・ロビンソン (英: Arthur Robinson) によれば、そのような推論の過程は話者の狂気を確信させる傾向にあるため、語り手が罪の告白に至ったのは不自然なことではないという。ポーの同年代の人々であれば、1840年代の責任能力についての議論を思い出したかもしれない。罪の告白はいわゆる「透明性の錯覚」が原因だった可能性もある。『社会心理学百科 (英: Encyclopedia of Social Psychology)』の「透明性の錯覚」の項には、『告げ口心臓』の語り手が透明性の錯覚により、自分の犯行に対する罪悪感や不安を警察官が感知できると勘違いし、最後には恐怖に負けて、必要もないのに諦めてしまうという記述がある。
語り手は感覚過敏になる病気を患っていると主張する。同じモチーフが『アッシャー家の崩壊』(1839年) のロデリック・アッシャーや、『モノスとウナの対話』(1841年) でも使用されている。しかし、語り手が本当に鋭敏な感覚を持っているのか、それとも、単なる空想でしかないのかは明確ではない。もし、本当に感覚が過敏なのであれば、物語の最後で聞いたものは老人の心音ではなく、作中で言及されていたシバンムシが立てた音である可能性がある。実際に、語り手は眠る老人を驚かせて起こしてしまった後に、壁の中でシバンムシの音を聞いていることを認めている。迷信によれば、シバンムシは差し迫る死の予兆であるとされる。ある種のシバンムシは頭部を壁面にぶつけてコツコツと音を立てることがある。これは交尾行動の一環であるとされる。それ以外の種類のシバンムシもカチカチという音を立てる。ヘンリー・デイヴィッド・ソローは1838年の記事で、シバンムシは心臓の鼓動と似た音を立てると記している。この説の矛盾点は、シバンムシの立てる均一で微かなカチカチという音は常に一貫したペースであるが、語り手が聞いた音は老人の死体に近寄ったときにより速く大きくなったことである。つまり、この音はシバンムシが出したものではなかったということになる。心音は語り手自身の心臓から出たものである可能性さえある。逆に、心音が語り手の想像の産物であるとすれば、自分の空想が抑えきれずに破滅に向かったということになる。
語り手が統合失調症を患っているという可能性も考えることが可能である。これは、統合失調症の患者がしばしば幻聴を経験することによる。この幻聴は声であることが多いが、物音である場合もある。幻聴は人の頭部以外の特定の音源がある必要はなく、これもまた語り手がそのような精神障害を患っていることを示唆している。
老人と語り手の関係性は明確になっていない。2人の名前や職業、住居の場所は示されておらず、プロットが詳細にまで厳密に注意が払われていることとは対照的である。語り手は老人の使用人である可能性もある。より頻繁に見られる推測が、語り手が老人の子供というものである。その場合、父親でもある老人のハゲタカのような目は、親による監視や、道徳の父性的原理を象徴化したものである可能性がある。つまり、老人の目を殺すということは、道義心を捨て去ることを意味する。老人の目は秘密を示している可能性もある。最後の夜に目が開いているときに初めて、秘密のベールが見抜かれて、殺人が行われるのである。
リチャード・ウィルバーは、『告げ口心臓』はポーの詩『科学へ』の寓話的表現であるという説を唱えている。この詩は空想と科学の間の闘争を表現している。『告げ口心臓』では、老人は科学的で合理的な精神を代表しており、語り手は空想の立場に立っていることになる。

## 和訳
- 谷崎精二訳「告げ口心臟」(『世界文学全集』第11巻収録、新潮社、1929年)[26]
- 江戸川乱歩訳「物言ふ心臟」(『世界大衆文学全集』第30巻収録、改造社、1929年)[27]
- 佐々木直次郎訳「おしやべり心臟」(『エドガア・アラン・ポオ小説全集』第1巻収録、第一書房、1931年)[28]
- 中野好夫訳「裏切る心臓」(『世界文学全集』第21巻収録、河出書房、1950年)[29]
- 田中西二郎訳「吿げ口心臟」(『黒猫 : 他五篇』収録、河出書房、河出文庫、1954年)[30]
- 田桐大澄訳「告げ口する心臓」(『ポー短篇集』収録、八潮出版社、1964年)[31]
- 小川和夫訳「告げ口心臓」(『世界文学全集』第26巻収録、筑摩書房、1968年)[32]
- 八木敏雄訳「告げ口心臓」(『世界文学ライブラリー』第8巻、講談社、1971年)[33]
- 小川高義訳「告げ口心臓」(『黒猫 モルグ街の殺人』収録、光文社、2006年)[34]
- 金原瑞人訳「告げ口心臓」(『英米ホラーの系譜』収録、ポプラ社、2006年)[35]
- 西崎憲訳「告げ口心臓」(『エドガー・アラン・ポー短篇集』収録、筑摩書房、ちくま文庫、2007年)[36]
- 中里友香訳「告げ口心臓」(『E・A・ポー = Edgar Allan Poe』収録、集英社、集英社文庫ヘリテージシリーズ、2016年)[37]
- 河合祥一郎訳「告げ口心臓」(『モルグ街の殺人』収録、KADOKAWA、角川文庫、2022年)[38]

## 翻案
- 知られている中で、『告げ口心臓』を翻案した最古の作品は、1928年のアメリカ合衆国の同名のサイレント映画である[39]。長さは20分間であり、レオン・シャムロイとチャールズ・クライン (英: Charles Klein) が共同監督だった。オットー・マティーソン（英語版）が"The Insane" (狂人) 役、ウィリアム・ハーフォード (英: William Herford) が"The Old Man" (老人) 役、チャールズ・ダーバス (英: Charles Darvas) とハンス・ファーバーグ (英: Hans Fuerberg) が"Detectives" (刑事) 役で出演した。原作小説に忠実な内容だった[6]。
- 1953年、ECコミックのShock SuspenStories（英語版）で『告げ口心臓』を翻案したSleep No Moreが掲載された。脚本をウイリアム・ゲインズ（英語版）とアル・フェルドスティーン（英語版）、作画をジョージ・エバンズ（英語版）が担当した[40]。
- 1960年代前半、オーストラリアで『告げ口心臓』を元にした同名（英語版）のバレエがテレビ向けに撮影された[41]。
- 2008年、映画製作者のロバート・エガースが『告げ口心臓』を翻案して短編映画を製作した。この映画は、人間ほどの大きさの精巧な人形が老人の役として使用されたことで有名となった。この映画が製作されたとき、エガースはほぼ無名だった。しかし、長編映画の監督として有名になった後、インターネット上でこの映画を公開した際に注目を集めた[42]。
- 2013年、『告げ口心臓』を元としたPoe's Tell-Tale Heart: The Gameという携帯電話のゲームがGoogle Playで公開された。主人公の行動を決定することで物語を作り直すことができた[43]。
- 2014年、『告げ口心臓』を翻案したThe Tell-Tale Heart（英語版）という映画が公開された。監督はジョン・ラ・ティアー (英: John Le Tier) が務めた。ピーター・ボグダノヴィッチ、ローズ・マッゴーワン、パトリック・ジョン・フリューガーが主要な役で出演した。
- 2018年のヒンドィー語のインド映画Redrum（英語版）は『告げ口心臓』を翻案した内容である[44] 。
- 2018年12月、アンソニー・ネイルソン（英語版）の『告げ口心臓』を翻案した演劇がロンドンのロイヤル・ナショナル・シアターで公演された[45]。
- 2023年、マイク・フラナガン監督によるNetflixのミニシリーズ『アッシャー家の崩壊』が制作された。この作品は現代を舞台に複数のポー作品を翻案したもので、第5話は『告げ口心臓』を原案としている。